# Панино (Псков)
Панино — пригородный населённый пункт (тип: посёлок) и микрорайон в черте города Пскова, в Запсковье. С центром города связан автобусными маршрутами, следующими к остановке общественного транспорта «Улица Алтаева».
Находится у реки Милевка, вблизи парка культуры и отдыха «Парк реки Милевки», реки Пскова, бывших населённых пунктов Силово-Медведово и Павшино.
Количество зарегистрированных зданий на 2020 год — 45.
Дети школьного возраста обучаются в МБОУ «Погранично-таможенно-правовой лицей» (Алтаева ул., д.2)
Бывший населённый пункт Сосновского сельсовета Псковской области включён в черту г. Пскова решением облисполкома № 191 от 23 апреля 1951 года (по другим данным включён в городскую черту решением горисполкома от 10 мая 1961 года).
На 40-й сессии Псковской городской Думы 14 июля 2020 года принято решение о переименовании посёлков Дорожкино, Козий Брод, Павшино, Панино, Пожигово, Савохново, Силово-Медведово, Терехово; деревень Митрохово, Паневик, Ступниково; станций Бологовская линия 650 км, Бологовская линия 652 км, Изборская линия 3 км и Полковая в микрорайоны, с последующим переводом в улицы и переулки.